# El Bilal Touré
El Bilal Touré (ur. 3 października 2001 w Adjamé) – malijski piłkarz, grający na pozycji napastnika we włoskim klubie Atalanta BC oraz w reprezentacji Mali. Uczestnik Pucharu Narodów Afryki 2021. Posiada również obywatelstwo iworyjskie.

## Kariera klubowa
Swoją karierę piłkarską Touré rozpoczął w klubie Afrique Football Elite Bamako. W sezonie 2018 zadebiutował w jego barwach w drugiej lidze malijskiej. W 2019 roku został zawodnikiem Stade de Reims. 1 lutego 2020 zadebiutował w nim w Ligue 1 w zwycięskim 4:1 wyjazdowym meczu z Angers SCO i w debiucie strzelił gola.
| Sezon   | Klub                          | Kraj    | Rozgrywki              | Mecze | Gole |
| ------- | ----------------------------- | ------- | ---------------------- | ----- | ---- |
| 2018    | Afrique Football Elite Bamako | Mali    | 2. liga                | ?     | ?    |
| 2019/20 | Stade de Reims                | Francja | Ligue 1                | 7     | 3    |
| 2019/20 | Stade de Reims B              | Francja | Championnat National 2 | 2     | 2    |
| 2020/21 | Stade de Reims                | Francja | Ligue 1                | 33    | 4    |

## Kariera reprezentacyjna
Touré grał w młodzieżowej reprezentacji Mali U-20, z którą wygrał w 2018 roku Pucharze Narodów Afryki U-20.
W reprezentacji Mali Touré zadebiutował 9 października 2020 w wygranym 3:0 towarzyskim meczu z Ghaną, rozegranym w Manavgat i w debiucie strzelił gola. W 2022 został powołany do kadry na Puchar Narodów Afryki 2021. Rozegrał na nim dwa mecze: grupowy z Tunezją (1:0) i w 1/8 finału z Gwineą Równikową (0:0, k. 5:6).